# Esopus Spitzenburg

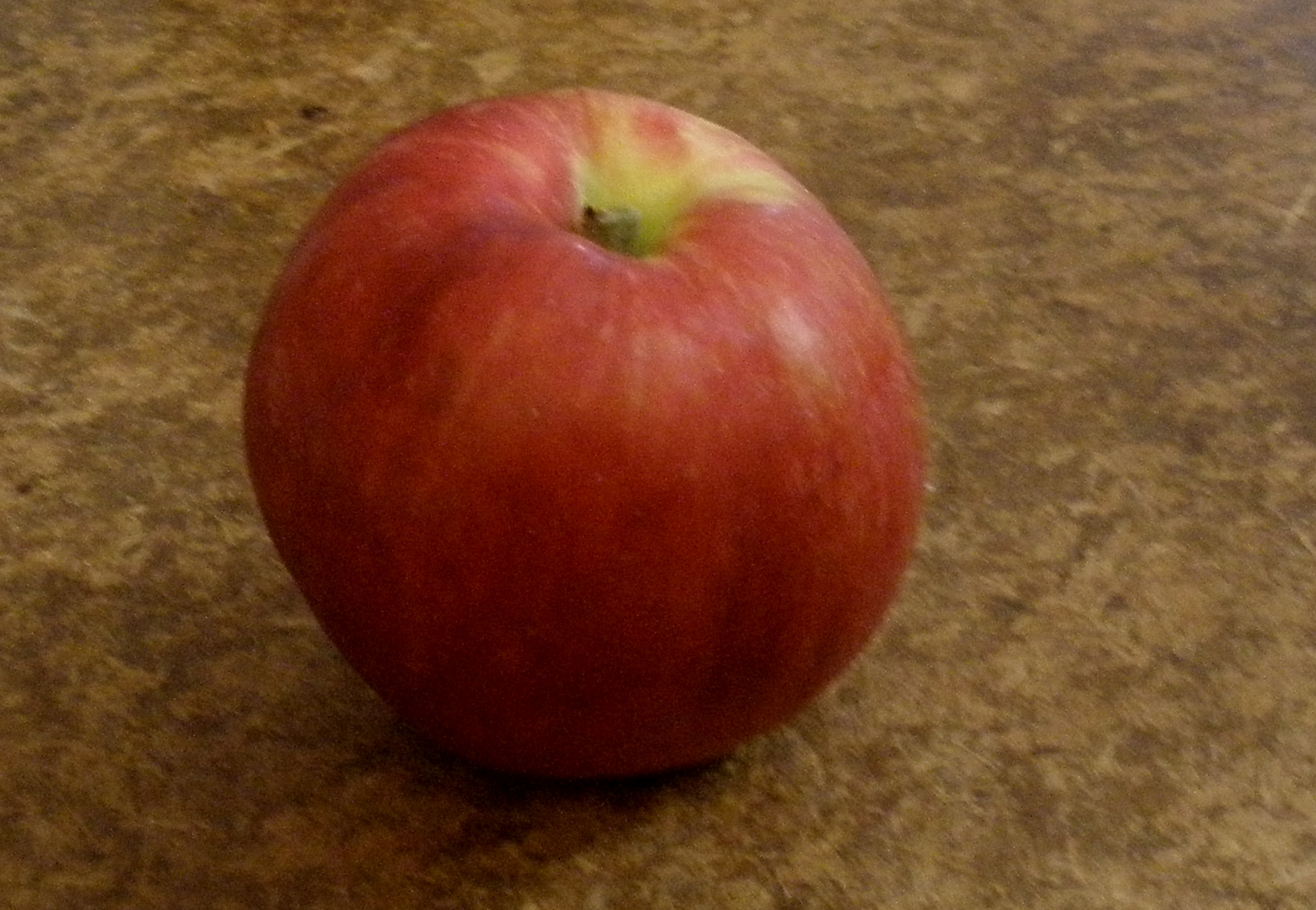
Esopus Spitzenburg

Esopus Spitzenburg est le nom d'un cultivar de pomme originaire d'Esopus dans le comté d'Ulster dans l'État de New York. Elle fut découverte par un colon hollandais nommé "Spitzenburg" vers 1800.
André Leroy la référence sous une mauvaise orthographe en la nommant "Aesopus Spitzenburgh" ou "Spitzemberg".
Largement cultivée aux États-Unis au XIXe siècle, la variété est réputée comme une des meilleures pommes de l'époque, permettant de faire d'excellentes tartes aux pommes. Esopus Spitzenburg était l'une des variétés de pommes favorites de Thomas Jefferson, l'autre étant "Albemarle Pippin". Il avait un grand nombre de ces arbres à Monticello.
"Spitz" est probablement l'un des parents de Jonathan et est classée dans le groupe des pommes Baldwin. Cette variété ne doit pas être confondue avec "Spitzenberg blanc", "Spitzenbourgh rouge", "Spitzenburgh flushing" ou "Spitzenberg Newton".

## Description
Il s'agit d'une grosse pomme, de forme oblongue, à peau lisse de couleur vive, rouge brillant, approchant l'écarlate. Elle est couverte de petites taches jaunes.
La chair blanche est tendre, riche et souvent très appréciée. Peu juteuse mais délicatement parfumée.

## Culture
L'arbre au port érigé (Type I) est peu vigoureux et moyennement fertile. Il pousse bien les premières années puis perd de la vigueur au point qu'il est difficile de le cultiver en haute tige. Le former de préférence en gobelet, cordon ou espalier.
Il est pollinisé par James Grieve, Grenadier, Calville blanc d'hiver, Golden Delicious, Fuji, Kidd's Orange Red, Pinova, Red delicious, Spartan, Winter Banana.
Ses feuilles sont grandes et à dentelures irrégulières.
Il est sensible au feu bactérien. La tavelure, le chancre et la pourriture du collet sont aussi fréquents sur cette variété.
Les fruits sont matures de septembre à octobre.